# La Vie en rose
"La Vie en rose"는 에디트 피아프의 노래이다.
1977년 자메이카의 가수 그레이스 존스가 커버하여 발표하였으며, 국제적으로 히트를 쳤다.